# Aeropuerto Matsapha
El Aeropuerto Matsapha (IATA: MTS, OACI: FDMS) es un aeropuerto ubicado cerca de Manzini, Suazilandia. Era el aeropuerto principal sirviendo a Manzini hasta que el Aeropuerto Internacional Rey Mswati III se abrió en 2014.